# Ylä-Lyly
Ylä-Lyly är en ö i Finland. Den ligger i sjön Saimen och i kommunen Villmanstrand i den ekonomiska regionen  Villmanstrands ekonomiska region  och landskapet Södra Karelen, i den södra delen av landet, 220 km nordost om huvudstaden Helsingfors. Öns area är 13,4 hektar och dess största längd är 0,9 kilometer i öst-västlig riktning.